# 착시 목록

## 콘트라스트 효과
w: Contrast effect
|  | 배경은 왼쪽의 짙은 회색이 오른쪽으로 갈수록 점점 옅은 회색으로 실제로 변화하는데, 그 안에 수평으로 놓인 회색 띠는 객관적으로 과학적으로 밝기가 일정함에도 불구하고 주관적으로 생리적으로 옅은 회색에서 짙은 회색으로 변화하는 것처럼 보인다. |

## 마흐 밴드 착시
w: Mach bands
|  | 밝기가 각각 일정한 옅은 회색과 짙은 회색의 좌우 두 영역 사이에 역시 밝기가 일정한 띠가 삽입되면, 띠의 바로 오른쪽 가장자리는 보다 짙고 바로 왼쪽 가장자리는 보다 옅게 보인다. |

|  | 여러 줄의 마흐 밴드 |

## 콘스위트 착시
w: Cornsweet illusion
|  | 왼쪽이 오른쪽보다 짙어 보이지만 실제로는 밝기가 같다. 왜 그럴까? |

|  | 가운데 부분을 (검은색으로) 가리면 양쪽의 밝기가 같아 보인다. |

|  | 실제 명암 분포선도(위)와 지각된 명암 분포선도(아래). |

## 체커 그림자 착시
체커 그림자 착시(Checker shadow illusion)
|  | 체커 A는 B보다 짙어 보이지만 실제로 객관적으로 두 체커의 밝기는 똑같다. |

|  | 체커 A와 B의 밝기가 실제로 똑같음을 보다 설득력있게 보여 준다. |

|  | 위에서 체커 A와 B의 밝기가 달라 보였던 것처럼 그 각각에 포함시킨 오렌지색 동그라미의 밝기도 달라 보이지만 실제로는 똑같다. 이같은 착시는 보다 뚜렷한 #콘트라스트 효과를 부분적으로 조성함으로써 그림을 전체적으로 보다 뚜렷하게 인식하려는 생리적 무의식적 지각작용 때문일 것이다. |

## 처브 착시
w: Chubb illusion
|  | 두 원형은 동일한데도 맥락에 따라 극적으로 다르게 보인다. |

## 네커 육면체 착시
w: Necker Cube
|  | 네커 육면체는 애매한 선 그림이다. 그림의 각 부분은 애매하지만 인간의 시각 시스템은 부분적인 해석이 전체적으로 일관되도록 최적화한다. |

## 펜로즈 삼각형
펜로즈 삼각형(Penrose triangle)
|  |  |

## 펜로즈 계단
w: Penrose stairs
|  | 이것은 불가능한 계단의 2차원 그림이다. |

## 뮐러-라이어 착시
뮐러-라이어 착시(Müller-Lyer illusion)
|  | 모든 수평선의 길이가 달라 보이더라도 실제로는 똑같다. |

|  | 두 빨간 선의 길이가 달라 보이지만 실제로는 똑같다. |

## 분트 착시
분트 착시(Wundt illusion)
|  | 평행한 직선들이 구부러진 것처럼 보인다. |

## 헤링 착시
헤링 착시(Hering illusion)
|  | 나란한 두 직선이 바깥쪽으로 휜 것처럼 보인다. |

## 쬘러 착시
쬘러 착시(Zöllner illusion)
|  | 긴 빗금이 나란하지 않은 것처럼 보이지만 실제로는 나란하다. |

## 자스트로 착시
근접성의 원리라고도 불리며 두 물체가 같은 크기의 물체인데도 한 쪽이 더 커 보이는 현상이다.

## 카페 벽 착시
w: Café wall illusion
|  | 수평선이 사선으로 보인다. 또 스크롤 바를 움직이면 무늬가 꿈틀거린다. |

## 프레이저 나선 착시
w: Fraser spiral illusion
|  | 나선처럼 보이는 원호는 실제로는 동심원이다. |

## 포겐도르프 착시
포겐도르프 착시(Poggendorff illusion)
|  | 오른쪽 그림의 검정-빨강 직선 빗금을 왼쪽 그림처럼 짙은 회색 띠로 가리면 검정-파랑 직선 빗금처럼 보인다. 예각이 좀 둔해지는 것처럼 보이기 때문이다. |

## 폰조 착시
|           |
| 폰조 착시 |

## 오비슨 착시
|             |
| 오비슨 착시 |

## 윤곽 착시
착각적 윤곽
|  | 카니자 삼각형: 공간적으로 분산되어 있는 조각들이 삼각형 윤곽의 인상을 주는 것처럼 보인다. |

## 에렌슈타인 착시
에렌슈타인 착시(Ehrenstein illusion)
|  |  |

|  |  |

|  | 밝은 동그라미 착시 |

## 에빙하우스 착시
|  | 왼쪽 중앙의 오렌지 색 동그라미가 오른쪽 중앙의 동그라미보다 작아 보이지만 실제로는 크기가 똑같다. |

## 전경-배경 착시
전경-배경 착시(Figure-ground perception) 중 얼굴-꽃병 착시
|  |  |

## 음각 착시
w: Hollow-Face illusion
|  | 비에른 보리의 얼굴이 볼록하게 보이지만 실제로는 오목한 조각이다. |

## 혼합 영상
반전 이미지(Ambiguopus image)가 있는 혼합 영상
w: Hybrid image
|  | 이 그림에서 마릴린 먼로 또는 알버트 아인슈타인을 번갈아 볼 수 있을지 모른다. 부릅뜬 눈 또는 실눈으로 볼 때 달라질 수 있다. |

오리-토끼 착시
|  |  |

세워서 보면 오리 모양이고 오른쪽으로 90°돌리면 토끼 모양이다

## 회전 원환 착시
|  | 가운데 점에 시선을 고정한다음에 머리를 앞뒤로 움직이면 두 원이 회전하는 것처럼 보인다. 또 스크롤 바를 움직여도 원이 회전하는 것처럼 보인다. |

## 이발소 원통 착시
w: Barberpole illusion
|  | 원통이 수직축 주위를 돌면, 빗금들이 수직축 방향으로 (이 경우에는 아래로) 움직이는 것처럼 보인다. |

## 반전 회전 착시
회전 무희 착시(Spinning dancer)
|  | 무희가 시계 방향 또는 반시계방향으로 회전한다. |

|  | 될수록 시계방향으로 회전하는 것처럼 보이게 원 그림을 약간 수정했다. |

|  | 될수록 반시계방향으로 회전하는 것처럼 보이게 원 그림을 약간 수정했다. |

## 격자 착시
격자 착시(Grid illusion)의 예
|  | 회색 교차점에서 실제로는 존재하지 않는 검은 점이 잔상 효과 때문에 보이다 안보이다 한다. |

## 같이 보기
- 착시

## 논평
1. ↑   사물 예컨대 앞서 말한 띠는 철학자와 과학자가 흔히 착각하듯이 객관적으로 따로 존재하지도 않고 주관적으로 따로 인식되지도 않는다. 1970년대 후반부터 요원의 불길처럼 번진 주관적 맥락주의는 그만큼 참이다.